# Каменево (Владимирская область)
Каменево — деревня в Вязниковском районе Владимирской области России, входит в состав Паустовского сельского поселения.

## География
Деревня расположена в 7 км на северо-восток от центра поселения деревни Паустово и в 19 км на юго-восток от города Вязники, остановочный пункт 324 км на ж/д линии Ковров — Нижний Новгород.

## История
В конце XIX — начале XX века деревня входила в состав Ждановской волости Вязниковского уезда, с 1926 года — в составе Олтушевской волости. В 1859 году в деревне числилось 29 дворов, в 1905 году — 35 дворов, в 1926 году — 45 дворов.
С 1929 года деревня входила в состав Кузьминского сельсовета Вязниковского района, с 1940 года — в составе Паустовского сельсовета, с 1983 года — в составе Октябрьского сельсовета, с 2005 года — в составе Паустовского сельского поселения.

## Население
| 1859 | 1905 | 1926 | 2002 | 2010 | 2021 |
| ---- | ---- | ---- | ---- | ---- | ---- |
| 203  | ↗217 | ↘186 | ↘20  | ↘16  | ↘6   |